# Peter Anosike
Peter Ikechukwu Anosike (Lagos, 24 december 1976) was een Nigeriaans voetballer. Hij speelde in verschillende clubs waaronder AA Gent. Anosike deed ook mee in het Nigeriaans voetbalelftal. Het team waar hij in speelde won het WK onder de 17 in 1993.